# 千里庙
千里庙，又名“广乐寺”，位于内蒙古自治区巴彦淖尔市乌拉特中旗，是一座藏传佛教格鲁派寺院。

## 历史
千里庙是原乌拉特西公旗旗庙梅力更召的属庙，创建于清朝乾隆八年（1743年）。起初位于今乌拉特中旗呼鲁斯太苏木前达门（钦德牟尼）三峰山南麓陶日木昆迪。道光五年（1825年）夏，该庙的一座大殿及若干房屋被洪水冲毁，此后该庙迁到如今吉日格朗图台地。
该庙的第一世活佛为芒来，是乌拉特西公旗旗庙梅力更召的经师。年轻时曾到塔尔寺、拉卜楞寺、拉萨等地。一年，他率两位弟子西游，来到如今呼鲁斯太苏木境内前达门三峰山南麓的草原，见到一个叫“陶日木昆迪”的地方，该地方方圆数里，比周边地方高很多，东侧不远处有一条小河。芒来经师想到在此地建一座庙。这时，自西面赶来一乘骑之人，身穿蟒袍，头戴官帽，骑黄马。此人是西公旗管旗章京乌兰，是台吉、章京，还是朝廷御封的“陶桑”，牧民称其为“乌兰陶桑”。他家产万贯，驼马近千匹，牛羊数千头，佣人近百人。芒来经师站在路旁向乌兰问安。乌兰也认识芒来经师。芒来经师趁机向乌兰陶桑提出在此建庙，获乌兰陶桑支持并资助。芒来经师回梅力更召后，向活佛汇报了建庙事宜。此后，芒来经师请来工匠，在陶日木昆迪动工，建起三座大殿（大雄宝殿、学部大殿、哲理大殿）及活佛住所、喇嘛住所。主庙梅力更召从青海请来吉祥天母神像为该庙的主供神，让芒来经师当了第一世活佛。数年间，乌兰陶桑将大部分财产用于建庙，还动员西公旗其他牧户资助建庙。芒来活佛兼通藏文、蒙古文的经文，每次法会开得很生动，香客逐渐增多。梅力更召的莫日根活佛为该庙取名“广乐寺”。该庙俗称“千里庙”，因该庙原址水草丰美，蒙古语将水草丰美之地称为“车力”，年久便叫成“千里庙”。
清朝道光五年（1825年）夏，洪水冲毁了该庙的一些房屋。大水冲庙为不祥之兆，该庙喇嘛决定迁址，最后选定如今的吉日格朗图台地。喇嘛们将旧庙拆除，将拆下的旧砖瓦、木料运至吉日格朗图，次年春动工，用两年建起五座大殿及喇嘛住所。每座大殿念经内容及规模不同，例如大雄宝殿是举办特大型诵经会时才在此举行念经会，主要念诵甘珠尔、丹珠尔等大型经文。

## 建筑
道光年间新建的千里庙的建筑风格为汉藏混合式。主要建筑有：
- 大雄宝殿：汉式建筑，上下两层，下层为砖木结构，以64根立柱支撑第二层，第二层主体全部采用木料，四壁为雕木窗栅，顶部为三个连接的马脊梁，梁上全用琉璃瓦覆盖。下层64根立柱全用龙纹地毯围绕，柱子之间有八行座位，大雄宝殿内可同时容600至800名喇嘛念经。其他四座大殿位于大雄宝殿周围。
- 神殿：位于大雄宝殿西侧，是该庙神仙喇嘛跳神、为香客消灾降福之所
- 哲理大殿：位于大雄宝殿东侧，是学习哲理的喇嘛辩论之所
- 召庙殿：位于大雄宝殿西南侧，很多神像及经卷放在此殿
- 学部殿：位于大雄宝殿东南侧，供奉该庙主神吉祥天母，以及其他九位天神。此殿主要供日常誦经。
- 三个小白塔：位于前达门三峰山脚下，塔峰不高。此为三个人的墓地。一世东喇嘛活佛却扎木苏为纪念一世西喇嘛活佛芒来，在此地先建一座白塔，将芒来的舍利葬于塔下。后来，为纪念乌兰陶桑对千里庙的贡献，在芒来白塔左右两侧各建一座白塔，左为陶桑，右为陶桑夫人。三座小白塔寓意这三人像三峰山一样永久。[1]